# Ourense
Ourense (galicisch und offiziell; kastilisch Orense, siehe Name) ist eine Stadt im Nordwesten Spaniens am Rio Miño in der Autonomen Region Galicien (galicisch Comunidade Autónoma de Galicia). Ourense ist Regierungssitz der gleichnamigen Provinz.

## Name
- Ourense ist der offizielle Name der Stadt, wie er von der Xunta de Galicia anerkannt wurde. Der Name der Provinz wurde mit einem spanischen Gesetz von 1998 entsprechend angepasst.[4]
- Orense ist von der Königlich Spanischen Akademie [für Sprache] akzeptiert und kann von der spanischsprachigen Bevölkerung in nicht-offiziellen Dokumenten verwendet werden.

Der Name der Stadt leitet sich möglicherweise von „a cidade de ouro“ (Auriense, die Stadt des Goldes) ab und beschreibt die enormen Vorkommen des Edelmetalls, das am Fluss gefunden werden konnte. Eine weitere Theorie besagt, dass die Römer der Stadt den Namen Aquae Urentes (brennende Wasser) wegen der As Burgas genannten Schwefelquellen gaben. Burgas wiederum entstammt wohl dem lateinischen burca für „Becken“.

## Geographie
In und um Ourense treten drei heiße Quellen am Flussufer des Miño aus, die als As Burgas bekannt sind. Der Fluss verläuft durch die Provinz Ourense und etwa in der Mitte seines Verlaufs durch die Stadt selbst. Die vorgelagerte Strecke, von Los Peares bis in die Nähe von Ourense, wird durch ein Tal gebildet, das ungefähr 300 m breit ist und an dem man wunderbare Aussichtspunkte und große landschaftliche Schönheit findet. Am linken Flussufer erhebt sich der Montealegre, an den sich die Stadt schmiegt, und der das Tal nach Osten hin verschließt. Die Berge in der Region sorgen für ein Mikroklima, am Übergang von den am Atlantik gelegenen Rías Baixas und dem kontinentalen Klima des Binnenlandes, das von nasskalten Wintern und extrem heißen, aber auch schwülen Sommern geprägt ist.

## Geschichte

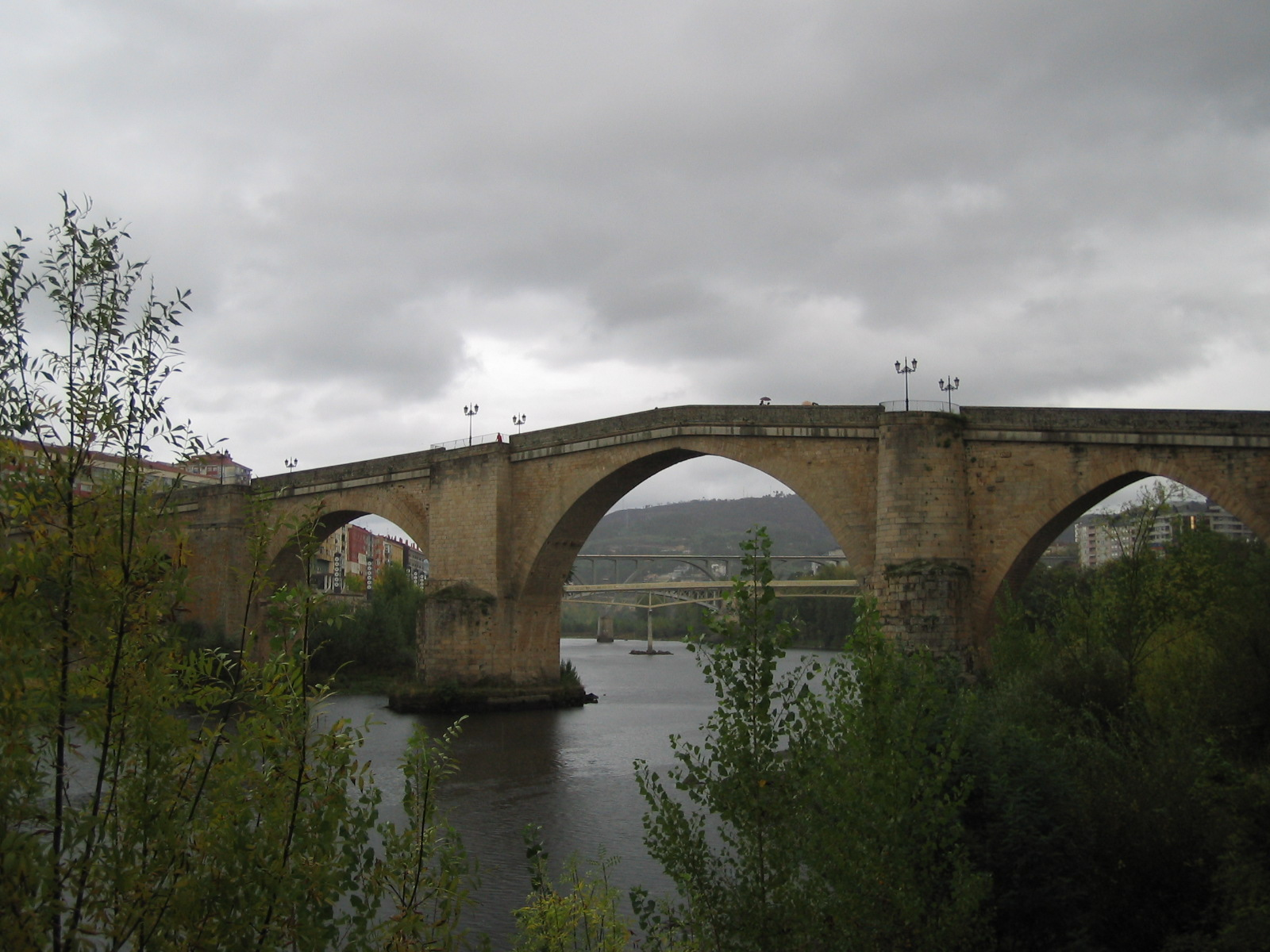
Ponte romana

Die Römer ließen sich in dem Gebiet des heutigen Ourense nieder, da sie die heißen Quellen als Thermal- und Heilbrunnen schätzten. Sie errichteten eine Brücke über den Fluss, die Ponte romana (galicisch auch Ponte Vella für „Alte Brücke“), und schufen damit einen wichtigen Verbindungsweg.
Im 5. Jahrhundert wurde Ourense Sitz des Bistums Ourense. Als Hauptstadt des Königreiches der Sueben erlebte Ourense im 5. und 6. Jahrhundert eine Blütezeit. Der Suebenkönig Teodomiro († 570) baute nach seinem Übertritt vom Arianismus zum Katholizismus die erste Kathedrale von Ourense. Ständige Raubzüge der maurischen Eroberer unter Abdelaziz und dem Almansor sowie der Normannen verwüsteten die Stadt so sehr, dass sie mehrere Jahrhunderte fast unbewohnt blieb. 1071 unter dem persönlichen Schutz des Königs Sancho II. von Kastilien gelang der endgültige Wiederaufbau. Als Bischofssitz erlangte die Stadt in den folgenden Jahrhunderten Bedeutung als geistliches Zentrum, aber zunehmend auch als Handelsstadt. Im 13. Jahrhundert war Ourense aufgrund der geografischen Lage und durch seine große jüdische Gemeinde ein wichtiges Handelszentrum in Galicien. Der wirtschaftliche Niedergang setzte nach der Vertreibung der ourensanischen Juden im Jahre 1492 durch die Katholischen Könige ein. In den nachfolgenden Jahrhunderten nahm die Bedeutung Ourenses stetig ab.
Bis zum 18. Jahrhundert gab es herrschaftliche Rechtsstreitigkeiten; trotzdem gedieh zu dieser Zeit der Handel mit Wein und Öl. Im 19. Jahrhundert stieg die Bedeutung der Stadt weiter, vor allem wegen neuer Verkehrswege.
Zu Beginn des 20. Jahrhunderts spielte die Stadt eine bedeutende Rolle in der Verwaltung, im Verkehr und beim Handel. Die neue Brücke Ponte Nova und eine kleine Industriezone bildeten die Grundlage für die Entwicklung im Viertel von Ponte, aber auch die Infrastruktur in der historischen Stadt wuchs weiter. Eine lokale Zeitung und die Sparkasse Caixa de Aforros wurden gegründet, der Kultur- und Freizeitbereich entwickelte sich.
In der zweiten Hälfte des 20. Jahrhunderts beendete man den Bau der Bahnstrecke Ourense–Zamora und schuf durch den Bau einer neuen Brücke einen weiteren Zugang nach Galicien. 1959 wurde mit der Sierra-de-la-Culebra-Linie eine schnelle Eisenbahnverbindung nach Madrid geschaffen.
Diese Maßnahmen führten zu Wirtschaftswachstum, vermehrter Nachfrage nach Arbeitskräften und zu einer Ausweitung des Wohnmarktes.

## Bevölkerungsentwicklung der Gemeinde
Legende: Orense___Orense + Canedo___Ourense + Canedo

Quelle: INE-Archiv – grafische Aufarbeitung für Wikipedia

## Gemeindegliederung
Die Gemeinde Ourense ist in 18 Parroquias gegliedert:
| Parroquias            | Patrozinium         | Einwohner 2024 | Fläche km² | Dichte Einw./km² | Höhe msnm | Ortskennzahl |
| --------------------- | ------------------- | -------------- | ---------- | ---------------- | --------- | ------------ |
| Arrabaldo             | Santa Cruz          | 639            | 5,18       | 123              | 120       | 32054010000  |
| Beiro                 | Santa Baia          | 274            | 6,53       | 42               | 348       | 32054020000  |
| Canedo                | San Miguel          | 482            | 6,39       | 75               | 110       | 32054220000  |
| O Castro de Beiro     | Santo André         | 223            | 5,72       | 39               | 401       | 32054040000  |
| Ceboliño              | Bo Xesús            | 193            | 1,71       | 113              | 296       | 32054050000  |
| Cudeiro               | San Pedro           | 913            | 3,09       | 295              | 220       | 32054060000  |
| Montealegre           | A Milagrosa         | 108            | 2,98       | 36               | 0         | 32054080000  |
| Ourense               |                     | 97.539         | 15,85      | 6.154            | 135       | 32054000100  |
| Palmés                | San Mamede          | 250            | 7,38       | 34               | 394       | 32054110000  |
| Rairo                 | Santa Lucía         | 473            | 1,18       | 401              | 206       | 32054120000  |
| Reza                  | Santa María         | 313            | 1,69       | 185              | 153       | 32054130000  |
| Santa Mariña do Monte | Santa Mariña        | 181            | 5,34       | 34               | 336       | 32054070000  |
| Seixalbo              | San Breixo          | 1.097          | 6,69       | 164              | 201       | 32054140000  |
| Trasalba              | San Pedro           | 16             | 1,04       | 15               | 0         | 32054160000  |
| Untes                 | Santo Estevo        | 254            | 3,02       | 84               | 239       | 32054170000  |
| Velle                 | Santa Marta         | 733            | 3,22       | 228              | 155       | 32054180000  |
| Vilar de Astrés       | Purísima Concepción | 429            | 6,39       | 67               | 397       | 32054190000  |
| Vista Fermosa         | San Xosé            | 133            | 1,41       | 94               | 194       | 32054200000  |

## Wirtschaft
| Ackerbau, Viehzucht und Fischerei                                                  | 0453   | 01,14  |
| Industrie                                                                          | 04.678 | 011,78 |
| Bauwirtschaft                                                                      | 02.314 | 05,83  |
| Dienstleistungsbetriebe                                                            | 32.280 | 081,26 |
| Total                                                                              | 39.725 | 100,00 |
| * Daten aus dem Statistischen Amt für Wirtschaftliche Entwicklung in Galicien, IGE |        |        |

## Sehenswürdigkeiten

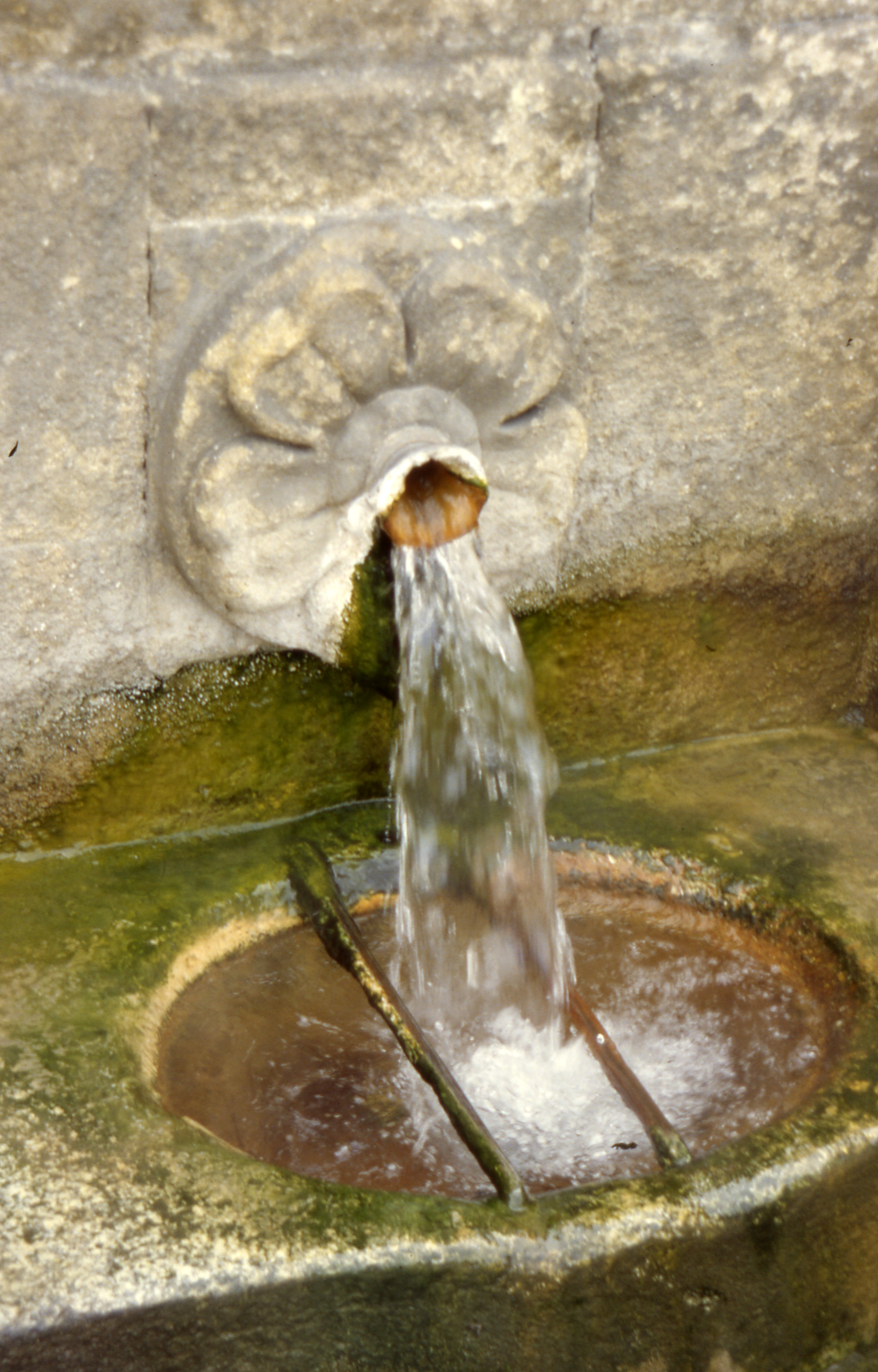
70 Grad warmes Wasser

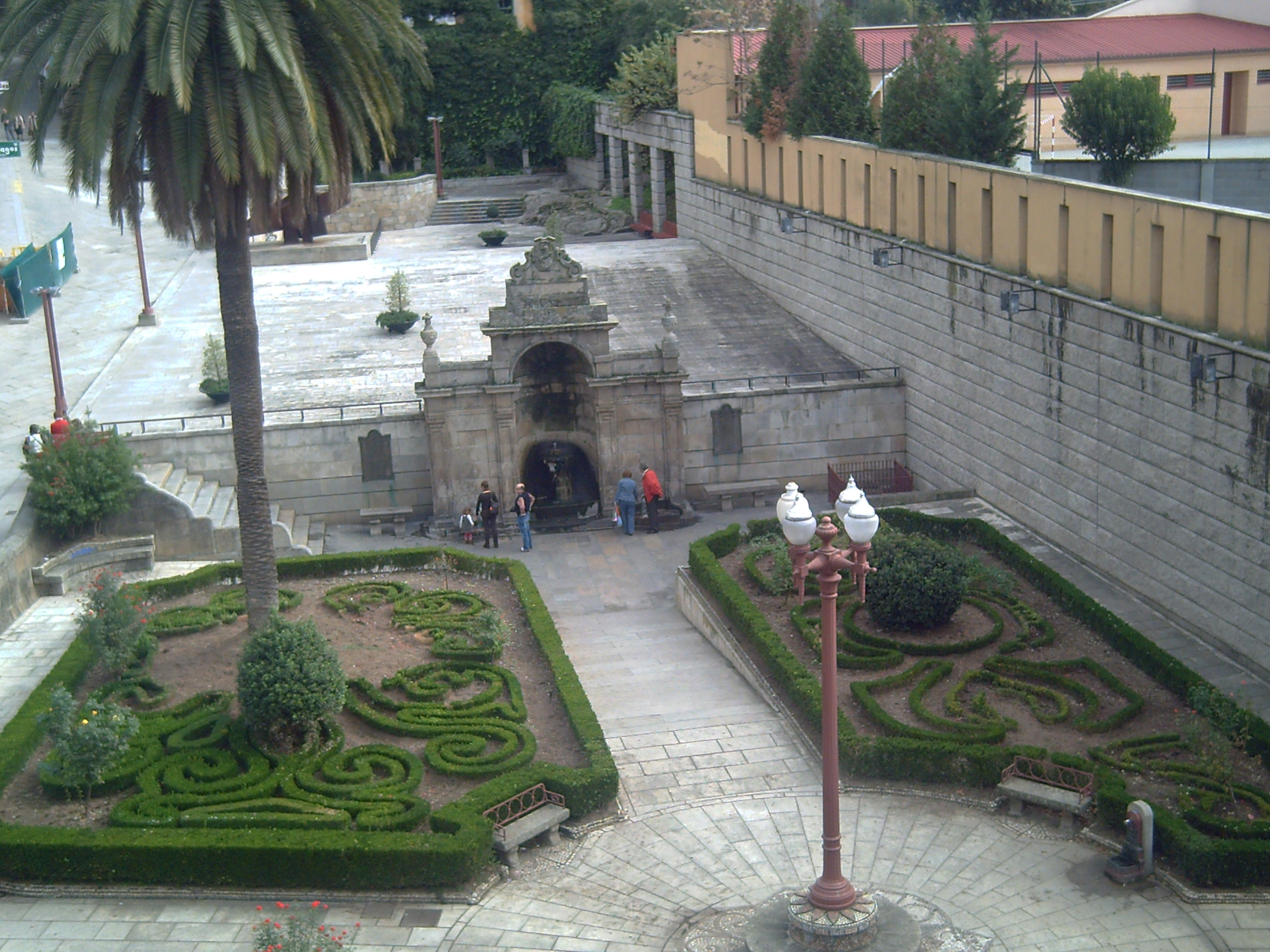
Park As Burgas

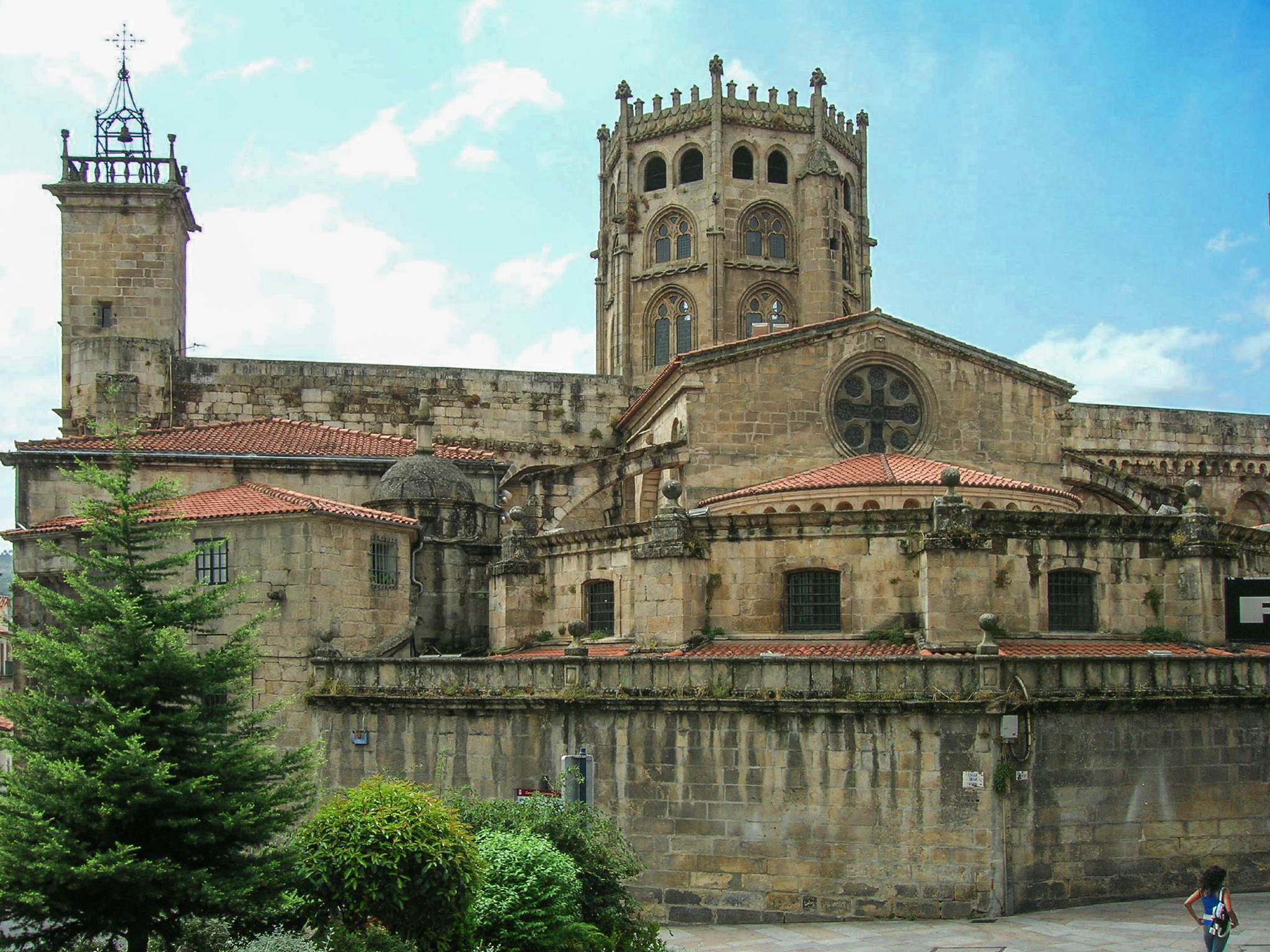
Die Kathedrale von Ourense

- As Burgas: Quellen aus Thermalwasser (64–88°) silikatiert, fluoriert, lytiniert und hyperthermal, anwendbar für verschiedene Dermatosen. Im Garten des unteren Teils befindet sich die Burga de Abaixo („Unteres Becken“), ein Brunnen im späten Neoklassikstil, der in der Mitte des 19. Jahrhunderts entworfen wurde. Er besteht aus drei Körpern und einem antiken Stadtwappen. Wenn man die Treppen hinaufsteigt, kommt man an einen Teich mit zwei Skulpturen: A casa da nube („Das Haus der Wolken“) und Calpurnia Abana. Im oberen Teil befindet sich die Burga de Arriba („Oberes Becken“), ein Brunnen im Volksstil des 17. Jahrhunderts. Rechts befindet sich eine Nachbildung der 4 in der Stadt gefundenen Altäre.

- Die Kathedrale (siehe Hauptartikel: Kathedrale von Ourense): Die Kathedrale ist im romanischen Übergangsstil des 12./13. Jahrhunderts errichtet und weist Einflüsse der Kathedrale von Santiago de Compostela auf. Das Kathedralemuseum bewahrt ein wertvolles Prozessionskreuz, das früher Enrique de Arfe zugeschrieben wurde, ein Kreuz aus Gagat (von einem Atelier aus León), ein Messbuch von 1494, das Missale Auriense, den Schatz des Heiligen Rosendo und eine Prozessionsmonstranz aus dem 17. Jahrhundert auf.

- A Ponte Vella: Von der ersten römischen Brücke der Epoche von Augustus bleiben nur einige Steine. Durch den Ort führte eine Zweigstrecke der Römerstraße XVIII des Reiseplans von Antonino. Im 13. Jahrhundert wurde sie wiederaufgebaut, wobei man ihr das heutige Profil mit dem Spitzbogen verlieh, aber es dauerte bis in das 17. Jahrhundert, bis Melchor de Velasco sie zu ihrer heutigen Form vollendete. Der Turm, der im Stadtwappen erscheint, wurde im 19. Jahrhundert zerstört. In der Nähe der Brücke befindet sich die Capilla dos Remedios, eine Kapelle aus dem 16. Jahrhundert.

- Santa María Madre: Die Vorgängerkirche der Kathedrale von Ourense wurde im Jahre 1722 abgerissen, um sie im Barockstil neu zu errichten. Von der ersten Basilika sind nur einige Säulen und Marmorkapitelle erhalten geblieben.

- Santa Eufemia: Die Kirche des ehemaligen Jesuitenklosters wurde durch eine private Stiftung finanziert. Ihr Bau wurde in der Mitte des 17. Jahrhunderts begonnen, aber die Vorderseite erst ein Jahrhundert später beendet, wie die Inschrift an der Türe zeigt. Ihr Erbauer ist Plácido Iglesias. Nach der Auflösung des Jesuitenordens wurde sie als Pfarrkirche genutzt. Ihre Hauptfassade ist im Stil des Barock gestaltet und zeichnet sich durch Pracht und Kurvenlinien aus. Sie passt sich durch ihre konkave Form an die umliegenden Gebäude an. Ihr Grundriss ist ein lateinisches Kreuz mit drei Längsschiffen. Sie ist mit einem großen Barockaltar ausgestattet und besitzt die Skulptur Cristo da Esperanza („Christus der Hoffnung“). Nach der Kathedrale ist sie die größte Kirche der Stadt.

- Santo Domingo: Ebenfalls durch eine Privatstiftung finanziert, wurde dieses Dominikanerkloster im 17. Jahrhundert gebaut, wobei man die umgekehrt orientierte Kirche im Stil der Renaissance bewahrte. Sie hat eine schlichte Vorderseite mit einem Portal, das durch geriefelte Säulen umrahmt ist. Darüber befindet sich ein Giebeldach mit einem kreisförmigen, unbearbeiteten Wappen mit einer Königskrone. Diese Einheit endet mit einigen kleinen Pyramiden. Die Gründung aus einem lateinischen Kreuz besteht aus einem einzigen Längsschiff, das von einem Kreuzgewölbe abgedeckt wird. Im Transept befindet sich eine Kuppel über Einsätzen. Es gibt dort interessante barocke Altaraufsätze.

- San Francisco: Die Kirche der Franziskaner wurde im 14. Jahrhundert oberhalb der Stadt erbaut. Von ihr ist noch der Kreuzgang erhalten. Im Jahre 1929 versetzte man sie in den Park von San Lázaro. Die Vorderseite zeigt im oberen Teil eine Rosette und im unteren zwei Strebebögen, die ein dreifaches Gesims einrahmen. Sie hat Säulen mit glattem und geriefeltem Schaft, sowie pflanzenähnliche, tierähnliche und auch menschenähnliche (Dudelsackpfeifer) Kapitelle. Im Inneren befindet sich, abgesehen vom Altarraum, eine Holzdecke. Dort ist die Decke spitzförmig. Im Hauptteil gibt es verschiedene Grabstätten.

- Pazo de Oca-Valladares / Liceo: Ein altes Adelshaus (Herzog von Osuna) und einer der wichtigsten Paläste der Renaissance in Galicien, aus der Mitte des 16. Jahrhunderts. Er hat eine Vorderseite über zwei Stockwerke, mit fünf Wappen von verschiedenen galicischen Familien im Zentralbalkon. Diese wiederholen sich im inneren Säulenhof. Seit dem Jahre 1850 ist es der Sitz eines der ältesten Kulturvereine der Stadt, der Liceo Recreo.

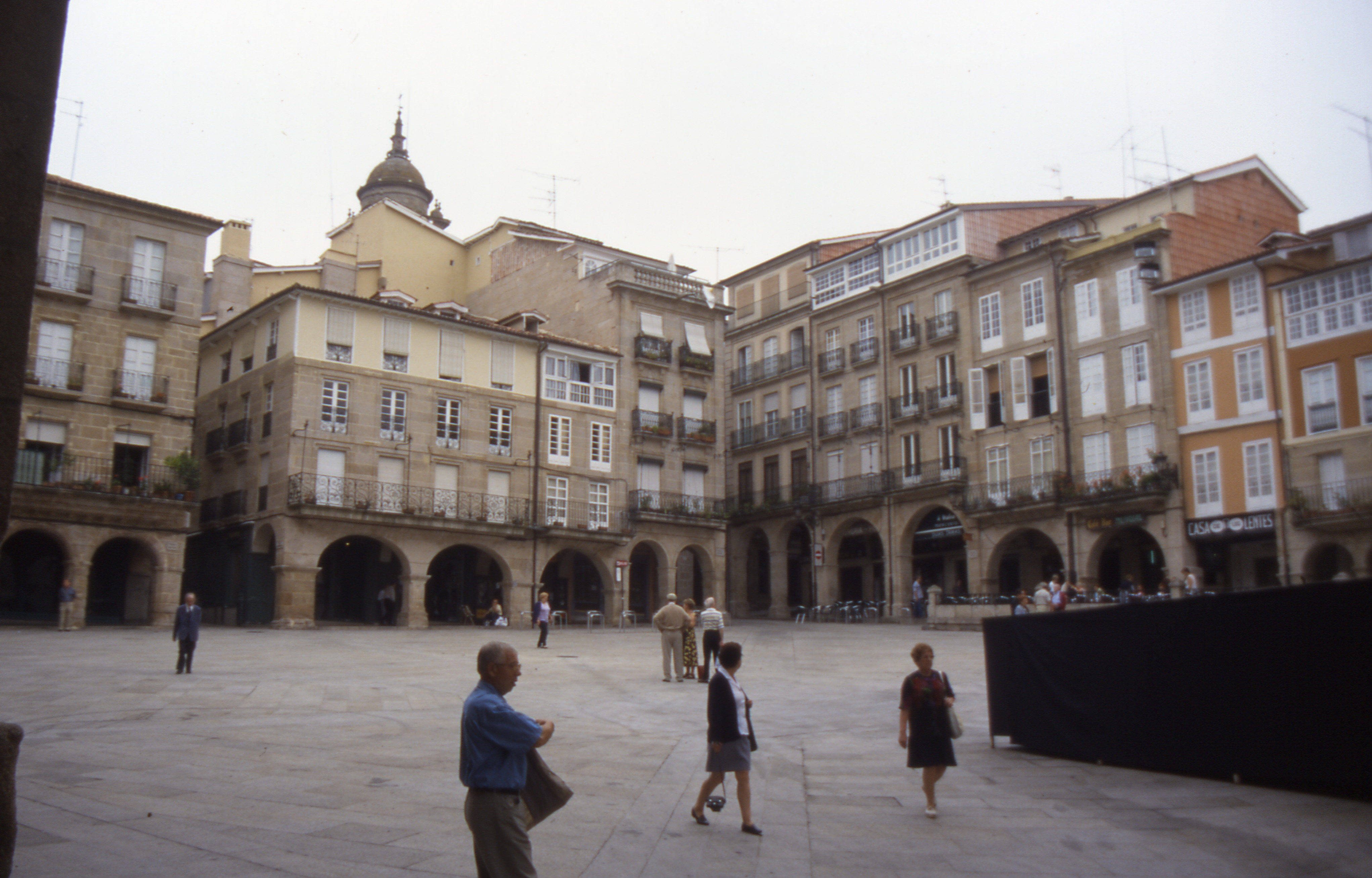
Ourense Ansicht 1

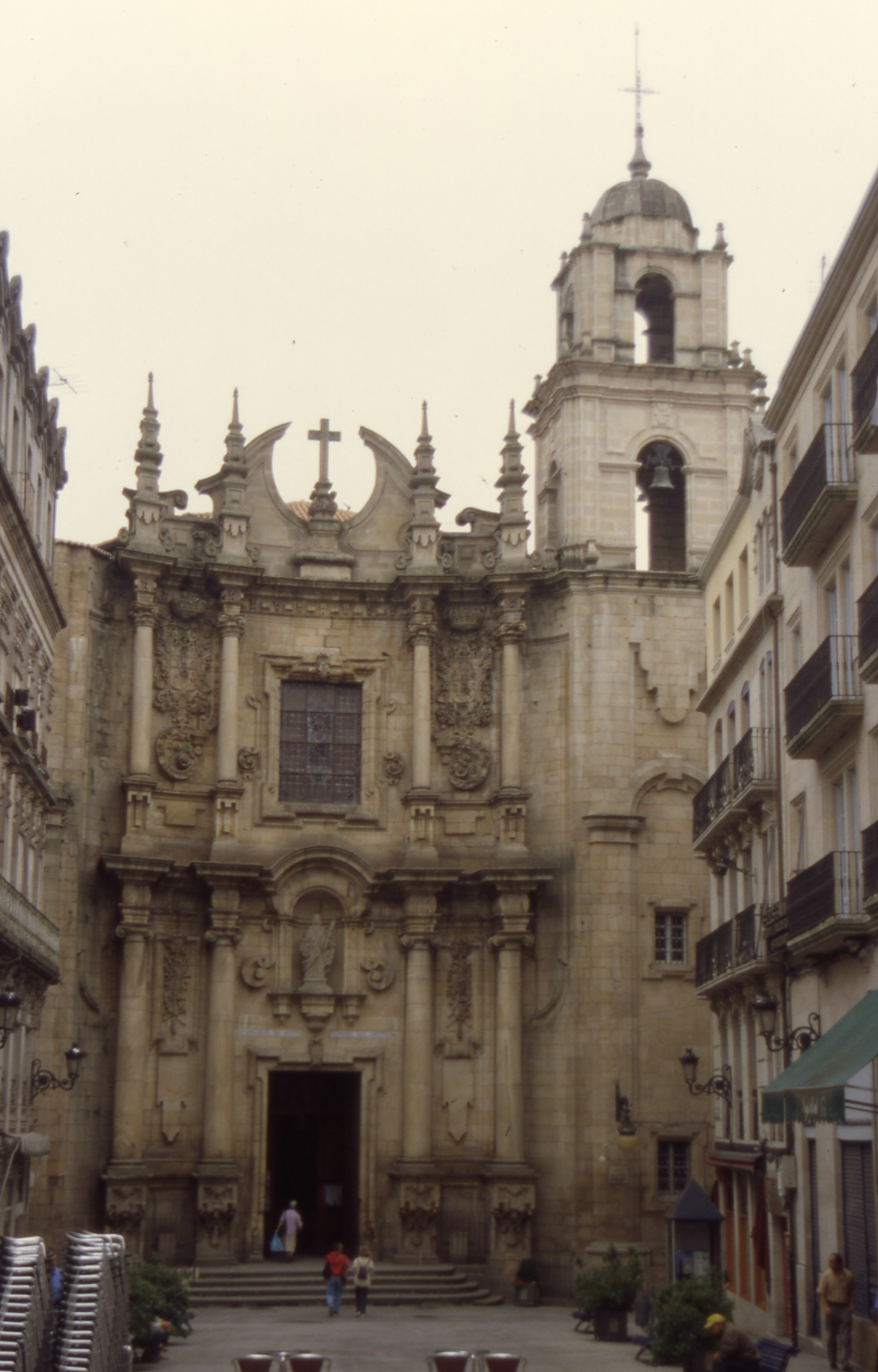
Ourense Ansicht 2

- Das Archäologische Museum von Ourense : Befindet sich in dem früheren Bischofspalast von Ourense aus dem 12. Jahrhundert, dem am besten erhaltenen Zivilgebäude im Stil der Romanik im Herzen der Altstadt. Der Bischofspalast (Pazo) wurde 1931 zu einer kunsthistorischen Stätte erklärt. Der Komplex hat einen romanischen Mittelteil und eine spätere Erweiterung. Die Abteilung zur Castrokultur ist mit ihren Steinskulpturen und „Guerreiros“ (Kriegerstele von Castrelo do Val) am bedeutendsten. Außerdem ist auf die Grabbeigaben der Megalithkultur und die Skulpturen der Renaissance und des Barocks hinzuweisen.

## Bildung
In Ourense befindet sich eine Außenstelle der Universität Vigo.

## Freizeitaktivitäten in und um Ourense
- Wanderrouten: Ufer des Miño; in der Nähe von Ceboliño; Bamio-Mende; Ourense-Santa Mariña; Ourense-Montealegre; in der Nähe von Rabodegalo; As Carballas-Ruinen des Klosters Santa Comba de Naves.
- Aussichtspunkte: Am Fluss Loña; im Bereich von Costa de Canedo, Castro de Beiro, Cabeanca und Palmés; in der Nähe von Reza; Montealegre.
- Bäder: Park des Miño; Garten von Posío; die Allee des Gemeindebezirkes; Parque San Lázaro; Parque da Ponte; Parque das Mercedes; Gemeindeschwimmbäder von Oira; Flussstrand des Flusses Miño (linkes Flussufer zwischen der Ponte Nova (Neue Brücke) und der Ponte Vella (Alte Brücke)).
- Thermalbäder: As Burgas, Brunnen mit Thermalwasser zwischen 64 und 88° Celsius; Burga de Arriba, Brunnen im Volksstil vom 17. Jahrhundert; Burga de Abaixo, im unteren Garten (in diesem Jahrhundert entworfen); Wasserquellen von Mende; Wasserquellen von Caldas; Wasserquellen von Campo de Reza und O Tinteiro; Casa de Baños (Badehäuser); die Bäder von Outeiro.
- Vertretene Sportarten: In Salto de Velle (Kanufahren, Wassersportarten, …); Rockodrom  im Sport-Gemeindepavillon; Golf (Golfklub Montealegre, 7 km von der Stadt entfernt); Laufen in San Martiño (im November).

## Feste und Veranstaltungen
- Volksfeste: Das Fest zu Ehren der Jungfrau von Remedios (gal. Virxe dos Remedios, in der Kapelle von Remedios am 8. September); Fest zu Ehren der Jungfrau von Covadonga (gal. Virxe de Covadonga, in der Kapelle von Covadonga am 8. September); in der Kapelle von Portovello feiert man das Fest zu Ehren der Jungfrau von Portovello (gal. Virxe de Portovello) am letzten Wochenende im Mai; in Cabeza de Vaca ist am 11. Juli das Fest zu Ehren des heiligen Benedikt; das Fest zu Ehren Nosa Señora da Saúde in Abeleira de Castro am zweiten Wochenende im September; das Fest zu Ehren der Jungfrau von Candeas (gal. Virxe das Candeas) in Cudeiro am 2. Februar.
- Besondere Feste: Santa Cruz de Arrabaldo am 1. Mai; Nosa Señora Fátima in Couto-Ourense im Mai; der heilige Antonius in Vilar das Tres am 13. Juni; Fronleichnamsfest in Ourense in der zweiten Hälfte vom Juni; der heilige Josef in Peliquín-Ourense am 24. Juni; der heilige Petrus in Cudeiro am 29. Juni; Sankt Jakob in Ponte-Ourense in der Woche vom 25. Juli; die Santa Mariña am 18. Juli; der San Estevo in Untes am letzten Wochenende im Juli; die heilige Marta in Velle am 29. Juli; der „Gute Jesus“ in Ceboliño am ersten Wochenende im August; das „Jesuskind“ in Rairo am ersten Wochenende im August; die Heilige María in Reza am 15. August; der heilige Rochus in Beiro am 16. und 17. August; der San Vitoiro in Santa Cruz de Arrabaldo am letzten Wochenende im August; der heilige Franziskus in Ourense am ersten Wochenende im Oktober; der heilige Martin; Magosto (Maronenfest) in Ourense Anfang November.
- Gastronomische Feste: O Tinteiro (das Tintenfass) in Ponte-Ourense am ersten Juli-Wochenende; Wettbewerb der Tortillas in Palmés am ersten Wochenende von August; Fest der Sardine in Ponte-Ourense am 10. und 11. August; Festa da Unión (Fest der Einigkeit) in Mariñamansa-Ourense am zweiten Wochenende im September; außerdem gibt es Märkte am 7. und 17. jeden Monats auf dem Marktplatz.

## Sport
Der aus Ourense stammende Fußballverein CD Ourense wurde 1952 gegründet und spielte 13 Saisons in der Segunda División. 2014 wurde der Verein aufgelöst.

## Partnerstädte
- Portugal: Vila Real
- Mexiko: Tlalnepantla
- Frankreich: Quimper

## Söhne und Töchter der Stadt
- Ramón Otero Pedrayo (1888–1976), Schriftsteller
- Eduardo Blanco Amor (1897–1979), Schriftsteller
- Antonia Ferrín Moreiras (1914–2009), Mathematikerin, Astronomin und Hochschullehrerin
- Julio Iglesias Puga (1915–2005), Gynäkologe und Vater von Julio Iglesias
- Eduardo Barreiros Rodríguez (1919–1992), Industrieller, Gründer von Barreiros
- María Antonia Iglesias (1945–2014), Autorin und Journalistin
- Miguel Ángel González Suárez (1947–2024), legendärer Torwart von Real Madrid und der spanischen Nationalmannschaft
- Elena Salgado (* 1949), Politikerin
- Adolfo Domínguez (* 1950), Modeschöpfer
- Adolfo Zon Pereira (* 1956), Ordensgeistlicher, Bischof in Brasilien
- Alberto Núñez Feijóo (* 1961), Politiker, Präsident der Xunta de Galicia
- Luis Manuel Cuña Ramos (* 1966), Prälat des Malteserordens
- Francisco José Prieto Fernández (* 1968), römisch-katholischer Geistlicher, Erzbischof von Santiago de Compostela
- Rodrigo Cortés (* 1973), Regisseur, Produzent, Schauspieler, Drehbuchautor
- Miryam Gallego (* 1976), Schauspielerin
- Cristina Pato (* 1980), Musikerin
- Borja Fernández (* 1981), Fußballprofi
- Miguel Álvarez Sánchez (* 1982), Fußballtrainer
- José Luis Abadín (* 1987), Rennfahrer
- Zulema González González (* 1992), Fußballschiedsrichterin
- Vanja Milinković-Savić (* 1997), Fußballtorhüter
- Nuno Gallego (* 2001), Schauspieler und Tänzer